# Sadatlı
Sadatlı è un comune dell'Azerbaigian situato nel distretto di Cəlilabad. Conta una popolazione di 721 abitanti.